# Шипшина степова
Шипшина степова (Rosa tesquicola) — вид рослин з родини розових (Rosaceae).

## Опис
Кущ заввишки 100–150 см. Листочків 5, на краю явно просто-зубчасті. Шипи майже прямі, рідше серпоподібно вигнуті.
Квітне у травні й червні.

## Поширення
В Україні вид зростає на степових і кам'янистих схилах — на Лівобережжі в лісостепових і степових районах.